# نیروی دریایی سوریه
نیروی دریایی عربی سوریه (عربی: القوات البحرية العربية السورية)، بخشی از نیروهای مسلح عربی سوریه بود که وظیفه حفاظت از ساحل‌های سوریه و تضمین امنیت آب‌های سوریه را برعهده داشت. زیر شاخه‌های این سازمان نیروهای دفاعی ساحلی سوریه و نیروی پیاده‌نظام دریایی سوریه بود که از اواخر سده ۲۰ آغاز به کار کرد. نیروی دریایی سوریه، کوچک بود، چنانچه تنها حدود ۴٬۰۰۰ سرباز و ۲٬۵۰۰ سرباز ذخیره و ۱٬۵۰۰ سرباز پیاده در اختیار داشت که وظیفه داشتند از سه بندرگاه اصلی سوریه، حفاظت کنند.
مجهزسازی نیروی دریایی سوریه محدود بود، چنانچه یک زیردریایی، دو ناوچه، سه کشتی آبی خاکی رزمی، هفت کشتی مین روب، ۲۳ قایق موشک، ۱۳ بالگرد برای پروازهای دریایی و یک کشتی آموزشی با مدل نامعلوم به نام «الأسد» را در اختیار داشت.
نیروی دریایی سوریه، در ۲۹ اوت ۱۹۵۰ تأسیس شد. از زمان تأسیس تا انحلال، فقط در نبرد دریایی لاذقیه در میانه جنگ یوم کیپور سال ۱۹۷۳ شرکت کرد. دولت بشار اسد متهم بود که با آن در محاصره لاذقیه در ۱۴ و ۱۵ اوت ۲۰۱۱ در تظاهرات‌های سوریه، لاذقیه را بمباران کرد.